# Ferdinand von Stülpnagel (General, 1781)
Wolf Wilhelm Ferdinand von Stülpnagel (* 10. Juli 1781 in Prenzlau; † 29. Dezember 1839 in Berlin) war ein preußischer Generalleutnant und Direktor im Allgemeinen Kriegsdepartement im Kriegsministerium.

## Leben

### Herkunft
Seine Eltern waren Karl Gottlieb von Stülpnagel (1752–1802) und dessen erster Ehefrau Ulrike Luise Johanna, geborene von Finck (* 1763). Die Ehe wurde 1786 geschieden. Sein Vater war Premierleutnant a. D. aus dem Infanterieregiment Nr. 12 sowie Herr auf Grünberg (Kreis Prenzlau). Seine Mutter war eine Tochter des ehemaligen preußischen Generalleutnants Friedrich August von Finck.

### Werdegang
Stülpnagel kam am 8. Januar 1790 als Kadett nach Berlin und am 28. September 1791 als Gefreitenkorporal im Infanterieregiment „von Pirch“ der Preußischen Armee angestellt. Dort wurde er am 8. Juli 1794 Portepeefähnrich und nahm als solcher 1794/95 am Feldzug in Polen teil. Bis 8. Juni 1797 avancierte Stülpnagel zum Sekondeleutnant. Am 16. Mai 1804 wurde er mit Patent vom 9. August 1794 in das Infanterieregiment des Herzogs von Braunschweig versetzt und dort am 5. November 1804 zum Premierleutnant befördert. Im Vierten Koalitionskrieg kämpfte er im Gefecht bei Lübeck, wurde verwundet und geriet bei der Kapitulation von Ratkau in Gefangenschaft.
Nach dem Frieden von Tilsit kam Stülpnagel am 3. Februar 1808 als Stabskapitän in das 11. Pommerische Reserve-Bataillon. Bereits am 20. August 1808 wurde er in das Leibregiment (Nr. 8) versetzt. Am 13. Juni 1809 erhielt er seine Demission mit der Erlaubnis in fremde Dienste zu gehen. Am 14. Februar 1810 wurde er dem 2. Ostpreußischen Infanterie-Regiment aggregiert, aber schon am 20. Juni 1810 inaktiv gestellt.
Im Jahr 1812 wechselte er nun als Kapitän in russische Dienste. Dort wurde Stülpnagel bereits am 10. Juni 1812 zum Major befördert und am 2. April 1813 Oberstleutnant. Während der Befreiungskriege kämpfte er bei der Blockade von Glückstadt, den Gefechten an der Göhrde, bei Seestadt und auch bei der Blockade von Harburg. Am 2. Februar 1814 wurde er Oberst und Kommandeur des 2. Infanterie-Regiments der Russisch-Deutschen Legion.
Nach dem Frieden von Paris wechselte er am 31. März 1815 zurück in preußische Dienste, dort wurde er als Oberst Kommandeur des 31. Infanterie-Regiments. Nach der Rückkehr Napoleons kämpfte Stülpnagel bei Ligny, Wavre und der Einnahme von Paris. Dafür erhielt er am 2. Oktober 1815 das Eiserne Kreuz II. Klasse und am 12. November 1815 den Orden des Heiligen Wladimir.
Nach dem Krieg wurde er am 8. Mai 1817 als Inspekteur der Landwehr-Inspektion nach Gumbinnen versetzt. Am 12. Februar 1820 kam er von dort als Kommandeur zur 1. Landwehr-Brigade und wurde am 30. März 1822 mit Patent vom 1. April 1822 Generalmajor. Am 22. August 1825 erhielt Stülpnagel das Dienstkreuz und am 21. Januar 1832 den Roten Adlerorden III. Klasse. Am 30. März 1832 folgte seine Ernennung zum Kommandeur der 1. Infanterie-Brigade. Am 5. März 1834 wurde er zum Präses der Obermilitär-Examinationskommission bestellt. Am 22. Januar 1836 erhielt er den Stern zum Roten Adlerorden II. Klasse mit Eichenlaub. Am 30. März 1837 wurde er zum Generalleutnant befördert und am 29. April 1837 kam er als Direktor zum Allgemeinen Kriegsdepartement im Kriegsministerium. Außerdem fungierte Stülpnagel zeitgleich ab 21. Mai 1837 auch als Chef der Direktion des Großen Militärwaisenhauses in Potsdam. Ab Oktober 1838 vertrat er für einige Monate den erkrankten Kriegsminister Gustav von Rauch. Dazu bekam er am 5. Oktober 1838 den Russischen Orden der Heiligen Anna I. Klasse. Er starb aber bereits am 29. Dezember 1839 in Berlin und wurde am 2. Januar 1840 dem Alten Garnisonfriedhof beigesetzt.

### Familie
Am 5. Februar 1809 heiratete Stülpnagel in Berlin Johanna Henriette Albertine von Blankenstein (1786–1865). Sie wurde nach ihrem Tod am 18. Juli 1865 auf dem Garnisonfriedhof beigesetzt. Das Paar hatte mehrere Kinder:
- Malwine (1809–1871) ⚭ 1830 (geschieden 1840) Lorenz von Lüdinghausen genannt Wolff[2]
- Therese (1810–1887) ⚭ Freiherr Karl August von Esebeck (1786–1871), Generalleutnant, Sohn von Karl von Esebeck
- Luise Albertine Marie (1811–1890), Stiftsdame in Cammin
- Wolf Luis Anton Ferdinand (1813–1885), preußischer General der Infanterie ⚭ Cäcilie Charlotte Konstanze von Lossau (1809–1886), Tochter von Constantin von Lossau
- Adalbert Wolf Ferdinand (1815–1883), 1834 als Portepeefähnrich aus dem Regiment Kaiser-Alexander ausgeschieden ⚭ 1847 Wilhelmine Rothe (* 1815)
- Mathilde Ulrike Friederike (1819–1893) ⚭ Maximilian Friedrich Adolf von Wietersheim (1809–1857), Kreisgeneraldirektor
- Pauline Rosalie (1821–1878)
- Alexander Richard Otto (1827–1905), Direktor der Pferde-Eisenbahn-Gesellschaft in Königsberg

⚭ Wanda von Rosenberg († 1869)
⚭ Elisabeth verwitwete Spenning (* 1828)

## Weblink
- Garnisonfriedhof Berlin mit Bild des Grabkreuzes